# Lidos
Lidos (en grec antic Λυδός) va ser, segons la mitologia grega, un rei dels meonis, fill d'Atis, que al seu torn era fill de Manes.
És l'epònim dels lidis de l'Àsia Menor i de la Lídia, segons Heròdot. Lidos regnava a Meònia abans de l'arribada dels heràclides, és a dir, dels descendents d'Hèracles, que van regnar al país quan es va acabar la dinastia de Manes.
Dionís d'Halicarnàs li dona una genealogia més complicada, ja que Manes seria fill de Zeus i de Gea. Casat amb l'oceànide Cal·lírroe va tenir un fill, Cotis, que es va casar amb Hàlia, una filla de Tul·los. Aquest Cotis va tenir dos fills, Àdies i Atis, i Atis es va casar amb Cal·lítea de la que tingué Lidos i Tirrè.